# Spark to a Flame: The Very Best of Chris de Burgh
Spark to a Flame: The Very Best of Chris de Burgh es un álbum recopilatorio de Chris de Burgh publicado por A&M Records en 1989.
Se trata de canciones publicadas entre 1975 y 1988, como Spanish Train, The Lady in Red y Missing You, nuevas versiones de Don't Pay The Ferryman y A Spaceman Came Travelling y dos canciones inéditas: This Waiting Heart y Diamond in The Dark, producidas por Roy Thomas Baker.
Spark to a Flame: The Very Best of Chris de Burgh llegó al puesto 4 en el Reino Unido.

## Título
La frase Spark to a Flame (‘De Chispa a una Llama’) proviene de la canción High on Emotion, incluida originalmente en el álbum Man on The Line, publicado en 1984. En una estrofa de dicha canción, Chris de Burgh canta Well, here we go again/We are moving from a spark to a flame (‘Bueno, aquí estamos de nuevo/Nos estamos moviendo de chispa a una llama’).

## Canciones
Todas las canciones compuestas por Chris de Burgh.
1. This Waiting Heart - 4:08
(Canción Inédita). (Producida por Roy Thomas Baker).
2. Don´t Pay The Ferryman - 3:24
(Nueva Versión). (Originalmente publicada en 1982 y producida por Rupert Hine).
3. Much More Than This - 2:55
(Originalmente publicada en 1984 y producida por Rupert Hine).
4. Sailing Away - 4:58
(Originalmente publicada en 1988 y producida por Paul Hardiman y Chris de Burgh).
5. The Lady in Red - 4:17
(Originalmente publicada en 1986 y producida por Paul Hardiman).
6. Borderline - 4:33
(Originalmente publicada en 1982 y producida por Rupert Hine).
7. Say Goodbye To It All - 5:04
(Originalmente publicada en 1986 y producida por Paul Hardiman).
8. Spanish Train - 4:47
(Originalmente publicada en 1975 y producida por Robin Geoffrey Cable).
9. Fatal Hesitation - 4:14
(Originalmente publicada en 1986 y producida por Paul Hardiman).
10. Ship To Shore - 3:47
(Originalmente publicada en 1982 y producida por Rupert Hine).
11. Missing You - 4:06
(Originalmente publicada en 1988 y producida por Paul Hardiman y Chris de Burgh).
12. Diamond in The Dark - 3:29
(Canción Inédita) (Producida por Roy Thomas Baker).
13. Tender Hands - 4:28
(Originalmente publicada en 1988 y producida por Paul Hardiman y Chris de Burgh).
14. A Spaceman Came Travelling - 5:03
(Nueva Versión) (Originalmente publicada en 1975 y producida por Robin Geoffrey Cable).
15. Where Peaceful Waters Flow - 3:53
(Originalmente publicada en 1982 y producida por Rupert Hine).
16. High on Emotion - 4:24
(Originalmente publicada en 1984 y producida por Rupert Hine).